# Neoperla separanda
Neoperla separanda är en bäcksländeart som beskrevs av Peter Zwick 1983. Neoperla separanda ingår i släktet Neoperla och familjen jättebäcksländor. Inga underarter finns listade i Catalogue of Life.